# Belgium az Eurovíziós Dalfesztiválokon
Belgium eddig hatvanhat alkalommal vett részt az Eurovíziós Dalfesztiválon.
A belga műsorsugárzók a vallon Radio-télévision belge de la Communauté française és a flamand Vlaamse Radio- en Televisieomroep, amelyek 1950 óta tagjai az Európai Műsorsugárzók Uniójának, és 1956-ban csatlakoztak a versenyhez.
Belgium eddig egy alkalommal, 1986-ban aratott győzelmet.

## Története

### Évről évre
Belgium egyike annak a hét országnak, melyek részt vettek a legelső, 1956-os Eurovíziós Dalfesztiválon. A francia nyelvű vallon, és a holland nyelvű flamand tévé minden évben felváltva küldött indulókat. A két műsorsugárzó eredményei között azonban nagy különbséget láthatunk. Belgium mindegyik sikerét – egy győzelem és két második hely – a vallon tévé érte el, ezzel szemben a flamand tévé legjobb eredménye egy hatodik hely 1959-ből, és utoljára 1977-ben végeztek az első tízben. A flamandok rossz sorozata 2010-ben ért véget, amikor Tom Dice a hatodik helyen végzett a döntőben.
Összesen nyolcszor végeztek az utolsó helyen, kétszer nulla ponttal. A legelső, és a legutóbbi, 2000-es utolsó helyet szerezte a vallon tévé, a többi hatot a flamand.
1978-ban zártak először dobogós helyen, majd 1986-ban érték el első, és mindmáig egyetlen győzelmüket, a hét alapító ország közül utolsóként. Így az 1987-es Eurovíziós Dalfesztiválnak Brüsszel adhatott otthont.
Az 1993 és 2003 között érvényben lévő kieséses rendszer alatt 1994-ben, 1997-ben és 2001-ben nem vehettek részt az előző évek rossz eredményei miatt. Az 1994-es verseny volt az első, melyet Belgium nélkül rendeztek meg, előtte minden évben részt vettek.
2003-ban nagy meglepetésre a második helyen végeztek, és mindössze két ponttal maradtak le a győzelemről. A jó eredménynek köszönhetően a következő évben automatikusan döntősök voltak, és nem kellett részt venniük a 2004-ben bevezetett elődöntőben. Azonban nem sikerült megismételniük a sikert, és utána sorozatban ötször nem sikerült továbbjutniuk az elődöntőből. A sorozat 2010-ben tört meg, sőt ekkor meg is nyerték az elődöntőt, majd a döntőben a hatodik helyen zártak. A következő évben egyetlenegy ponton múlott, hogy nem sikerült a továbbjutás az elődöntőből, ahogyan 2012-ben sem. 2013-as szereplésük viszont sikeres volt, a döntőbe jutottak, ahol a 12. helyen végeztek. 2014-ben ismételten nem kvalifikálták magukat a döntőbe, 2015-ben azonban elérték az utóbbi évek legjobb belga eredményét: negyedikek lettek. 2016-ban a 10. helyen végeztek, majd 2017-ben ismét negyedikek lettek. 2018-ban és a következő évben sem jutottak be a döntőbe.
2020-ban a Hooverphonic képviselte volna az országot, azonban március 18-án az Európai Műsorsugárzók Uniója bejelentette, hogy 2020-ban nem tudják megrendezni a versenyt a COVID–19-koronavírus-világjárvány miatt. A belga műsorsugárzó jóvoltából az együttes végül újabb lehetőséget kapott az ország képviseletére a következő évben. 2021-ben és 2022-ben ismét továbbjutottak a döntőbe. 2023-ban újra a legjobb tíz között végeztek, a döntőben hetedik helyezettek lettek. 2024-ben nem jutottak tovább, a tizenharmadikak lettek az elődöntőben. 2025-ben sem jutottak tovább.

### Nyelvhasználat
Belgium eddigi hatvanhat versenydalából huszonnégy francia nyelven, tizenhét holland nyelven, huszonegy angol nyelven, egy kitalált nyelven, kettő pedig holland és angol kevert nyelven hangzott el.
A dalverseny első éveiben nem vonatkozott semmilyen szabályozás a nyelvhasználatra. 1966-tól az EBU bevezette azt a szabályt, hogy mindegyik dalt az adott ország egyik hivatalos nyelvén kell előadni, vagyis Belgium indulóinak francia, holland, vagy német nyelven. Ezt a szabályt 1973 és 1976 között rövid időre eltörölték. A vallon tévé ekkor is francia nyelvű dalokat küldött, viszont a flamand tévé a szabad nyelvválasztást kihasználva 1975-ben holland és angol kevert nyelvű dallal, 1977-ben teljes egészében angol nyelvű dallal nevezett. 1977-ben már ismét érvénybe lépett a nyelvi szabály, de ekkor Belgium és Németország kivételesen mentesült ez alól, mert már korábban kiválasztották indulójukat.
A nyelvhasználatot korlátozó szabályt 1999-ben véglegesen eltörölték. A flamand tévé azóta csak angol nyelvű dalokkal versenyzett, kivéve 2008-ban, amikor egy kitalált nyelven énekelt indulójuk, míg a vallon tévé 2000-ben és 2005-ben francia nyelvű dalokkal nevezett, 2007-ben viszont először küldtek angol nyelvű dalt; azóta pedig mindig. 2003-ban ők is egy kitalált nyelven előadott dallal szerepeltek.

### Nemzeti döntő
Kezdetben mindkettő műsorsugárzó nemzeti döntő keretében választotta ki indulóját. A vallon tévé 1964-ben és 1990-ben, illetve az utóbbi években, 2007-ben, 2009-ben választotta ki indulóját belső döntéssel. 2011-ben hosszú idő után először rendeztek nemzeti döntőt: a "Eurovision 2011: Qui? A vous de choisir!" (magyarul: Eurovízió 2011: Ki? A döntés, a tiéd!) című műsorban választották ki az indulót, amit egy hosszú internetes válogató előzött meg, melyben minden előadónak 20 000 €-t kellett összegyűjtenie az induláshoz. Végül harminc versenyzőnek sikerült összeszednie a pénzt. Tekintettel az indulók magas számára, egy rádiós előválogatót rendeztek, így az élő műsorban tizennégy előadó közül választották ki az indulót.
A flamand nemzeti döntő a Eurosong nevet viseli, és Belgium debütálása óta eddig minden alkalommal megrendezték. Hagyományosan több fordulóból állt, a döntőt középdöntők és elődöntők sorozata előzte meg. 2010-ben fordult elő első alkalommal, hogy nem rendezték meg a válogatót: a flamand televízió évtizedek után először belső kiválasztással jelölte ki indulóját, és ironikus módon ekkor érték el legjobb eredményüket az elődöntők bevezetése óta. 2017 óta minden évben belső kiválasztással döntenek indulójukról egészen 2023-ig, amikor hat év után újra rendeznek nemzeti döntőt. 2024-ben belső kiválasztást alkalmaztak, azonban 2025-ben ismét visszatér az Eurosong a képernyőkre.

## Résztvevők
| Év   | Előadó                         | Dal                             | Magyar fordítás                      | Döntő                   | Pontszám                | Elődöntő             | Pontszám             |
| ---- | ------------------------------ | ------------------------------- | ------------------------------------ | ----------------------- | ----------------------- | -------------------- | -------------------- |
| 1956 | Fud Leclerc                    | Messieurs les noyés de la Seine | A Szajnába fulladt férfiak           | Nincs adat              | Nincs adat              | Nem volt elődöntő    | Nem volt elődöntő    |
| 1956 | Mony Marc                      | Le plus beau jour de ma vie     | Életem legszebb napja                | Nincs adat              | Nincs adat              | Nem volt elődöntő    | Nem volt elődöntő    |
| 1957 | Bobbejaan Schoepen             | Straatdeuntje                   | Utcai dal                            | 8.                      | 5                       | Nem volt elődöntő    | Nem volt elődöntő    |
| 1958 | Fud Leclerc                    | Ma petite chatte                | Az én kiscicám                       | 5.                      | 8                       | Nem volt elődöntő    | Nem volt elődöntő    |
| 1959 | Bob Benny                      | Hou toch van mij                | Szeress hát engem                    | 6.                      | 9                       | Nem volt elődöntő    | Nem volt elődöntő    |
| 1960 | Fud Leclerc                    | Mon amour pour toi              | A szerelmem irántad                  | 6.                      | 9                       | Nem volt elődöntő    | Nem volt elődöntő    |
| 1961 | Bob Benny                      | September, gouden roos          | Szeptember, aranyrózsa               | 15.                     | 1                       | Nem volt elődöntő    | Nem volt elődöntő    |
| 1962 | Fud Leclerc                    | Ton nom                         | A neved                              | 13.                     | 0                       | Nem volt elődöntő    | Nem volt elődöntő    |
| 1963 | Jacques Raymond                | Waarom?                         | Miért?                               | 10.                     | 4                       | Nem volt elődöntő    | Nem volt elődöntő    |
| 1964 | Robert Cogoi                   | Près de ma rivière              | A folyóm közelében                   | 10.                     | 2                       | Nem volt elődöntő    | Nem volt elődöntő    |
| 1965 | Lize Marke                     | Als het weer lente is           | Amikor újra tavasz lesz              | 15.                     | 0                       | Nem volt elődöntő    | Nem volt elődöntő    |
| 1966 | Tonia                          | Un peu de poivre, un peu de sel | Egy csipet bors, egy csipet só       | 4.                      | 14                      | Nem volt elődöntő    | Nem volt elődöntő    |
| 1967 | Louis Neefs                    | Ik heb zorgen                   | Aggályaim vannak                     | 7.                      | 8                       | Nem volt elődöntő    | Nem volt elődöntő    |
| 1968 | Claude Lombard                 | Quand tu reviendras             | Amikor visszajössz                   | 7.                      | 8                       | Nem volt elődöntő    | Nem volt elődöntő    |
| 1969 | Louis Neefs                    | Jennifer Jennings               | —                                    | 7.                      | 10                      | Nem volt elődöntő    | Nem volt elődöntő    |
| 1970 | Jean Vallée                    | Viens l'oublier                 | Gyere, felejtsd el őt                | 8.                      | 5                       | Nem volt elődöntő    | Nem volt elődöntő    |
| 1971 | Lily Castel és Jacques Raymond | Goeiemorgen, morgen             | Jó reggelt, reggel                   | 14.                     | 68                      | Nem volt elődöntő    | Nem volt elődöntő    |
| 1972 | Serge és Christine Ghisoland   | À la folie ou pas du tout       | Bolondulásig vagy egyáltalán nem     | 17.                     | 55                      | Nem volt elődöntő    | Nem volt elődöntő    |
| 1973 | Nicole és Hugo                 | Baby, Baby                      | Bébi, bébi                           | 17.                     | 58                      | Nem volt elődöntő    | Nem volt elődöntő    |
| 1974 | Jacques Hustin                 | Fleur de liberté                | A szabadság virágai                  | 9.                      | 10                      | Nem volt elődöntő    | Nem volt elődöntő    |
| 1975 | Ann Christy                    | Gelukkig zijn                   | Boldognak lenni                      | 15.                     | 17                      | Nem volt elődöntő    | Nem volt elődöntő    |
| 1976 | Pierre Rapsat                  | Judy et Cie                     | Judit és társai                      | 8.                      | 68                      | Nem volt elődöntő    | Nem volt elődöntő    |
| 1977 | Dream Express                  | A Million in One, Two, Three    | Egymillió egy-két-háromra            | 7.                      | 69                      | Nem volt elődöntő    | Nem volt elődöntő    |
| 1978 | Jean Vallée                    | L'amour ça fait chanter la vie  | A szerelem dalra fakasztja az életet | 2.                      | 125                     | Nem volt elődöntő    | Nem volt elődöntő    |
| 1979 | Micha Marah                    | Hey Nana                        | Hé, Nana                             | 18.                     | 5                       | Nem volt elődöntő    | Nem volt elődöntő    |
| 1980 | Telex                          | Euro-Vision                     | Euro-vízió                           | 17.                     | 14                      | Nem volt elődöntő    | Nem volt elődöntő    |
| 1981 | Emly Starr                     | Samson                          | Sámson                               | 13.                     | 40                      | Nem volt elődöntő    | Nem volt elődöntő    |
| 1982 | Stella                         | Si tu aimes ma musique          | Ha tetszik neked a zeném             | 4.                      | 96                      | Nem volt elődöntő    | Nem volt elődöntő    |
| 1983 | Pas De Deux                    | Rendez-vous                     | Találka                              | 18.                     | 13                      | Nem volt elődöntő    | Nem volt elődöntő    |
| 1984 | Jacques Zegers                 | Avanti la vie                   | Folytasd az életedet                 | 5.                      | 70                      | Nem volt elődöntő    | Nem volt elődöntő    |
| 1985 | Linda Lepomme                  | Laat me nu gaan                 | Hagyj most elmenni                   | 19.                     | 7                       | Nem volt elődöntő    | Nem volt elődöntő    |
| 1986 | Sandra Kim                     | J’aime la vie                   | Szeretem az életet                   | 1.                      | 176                     | Nem volt elődöntő    | Nem volt elődöntő    |
| 1987 | Liliane Saint-Pierre           | Soldiers of Love                | A szerelem katonái                   | 11.                     | 56                      | Nem volt elődöntő    | Nem volt elődöntő    |
| 1988 | Reynaert                       | Laissez briller le soleil       | Hadd süssön a Nap                    | 18.                     | 5                       | Nem volt elődöntő    | Nem volt elődöntő    |
| 1989 | Ingeborg Sergeant              | Door de wind                    | A szélen át                          | 19.                     | 13                      | Nem volt elődöntő    | Nem volt elődöntő    |
| 1990 | Philippe Lafontaine            | Macédomienne                    | Makedón nőm                          | 12.                     | 46                      | Nem volt elődöntő    | Nem volt elődöntő    |
| 1991 | Clouseau                       | Geef het op                     | Add fel                              | 16.                     | 23                      | Nem volt elődöntő    | Nem volt elődöntő    |
| 1992 | Morgane                        | Nous on veut des violons        | Hegedűket akarunk                    | 20.                     | 11                      | Nem volt elődöntő    | Nem volt elődöntő    |
| 1993 | Barbara Dex                    | Iemand als jij                  | Valaki olyan, mint Te                | 25.                     | 3                       | Nem volt elődöntő    | Nem volt elődöntő    |
|      |                                |                                 |                                      |                         |                         | Nem volt elődöntő    | Nem volt elődöntő    |
| 1995 | Frédéric Etherlinck            | La voix est libre               | Szabad a hang                        | 20.                     | 8                       | Nem volt elődöntő    | Nem volt elődöntő    |
| 1996 | Lisa del Bo                    | Liefde is een kaartspel         | A szerelem egy kártyajáték           | 16.                     | 22                      | Nem volt elődöntő    | Nem volt elődöntő    |
|      |                                |                                 |                                      |                         |                         | Nem volt elődöntő    | Nem volt elődöntő    |
| 1998 | Mélanie Cohl                   | Dis oui                         | Mondj igent                          | 6.                      | 122                     | Nem volt elődöntő    | Nem volt elődöntő    |
| 1999 | Vanessa Chinitor               | Like The Wind                   | Mint a szél                          | 12.                     | 38                      | Nem volt elődöntő    | Nem volt elődöntő    |
| 2000 | Nathalie Sorce                 | Envie de vivre                  | Életkedv                             | 24.                     | 2                       | Nem volt elődöntő    | Nem volt elődöntő    |
|      |                                |                                 |                                      |                         |                         | Nem volt elődöntő    | Nem volt elődöntő    |
| 2002 | Sergio & The Ladies            | Sister                          | Nővér                                | 13.                     | 33                      | Nem volt elődöntő    | Nem volt elődöntő    |
| 2003 | Urban Trad                     | Sanomi                          | —                                    | 2.                      | 165                     | Nem volt elődöntő    | Nem volt elődöntő    |
| 2004 | Xandee                         | 1 Life                          | Egy élet                             | 22.                     | 7                       | Automatikusan döntős | Automatikusan döntős |
| 2005 | Nuno Resende                   | Le grand soir                   | A nagy este                          | Nem jutott be a döntőbe | Nem jutott be a döntőbe | 22.                  | 29                   |
| 2006 | Kate Ryan                      | Je t'adore                      | Imádlak                              | Nem jutott be a döntőbe | Nem jutott be a döntőbe | 12.                  | 69                   |
| 2007 | The KMG’s                      | Lovepower                       | Szerelemerő                          | Nem jutott be a döntőbe | Nem jutott be a döntőbe | 26.                  | 14                   |
| 2008 | Ishtar                         | O Julissi                       | —                                    | Nem jutott be a döntőbe | Nem jutott be a döntőbe | 17.                  | 16                   |
| 2009 | Copycat                        | Copycat                         | Utánozós                             | Nem jutott be a döntőbe | Nem jutott be a döntőbe | 17.                  | 1                    |
| 2010 | Tom Dice                       | Me and My Guitar                | Én és a gitárom                      | 6.                      | 143                     | 1.                   | 167                  |
| 2011 | Witloof Bay                    | With Love Baby                  | Szeretettel bébi                     | Nem jutott be a döntőbe | Nem jutott be a döntőbe | 11.                  | 53                   |
| 2012 | Iris                           | Would You                       | Szeretnéd?                           | Nem jutott be a döntőbe | Nem jutott be a döntőbe | 17.                  | 16                   |
| 2013 | Roberto Bellarosa              | Love Kills                      | A szerelem öl                        | 12.                     | 71                      | 5.                   | 75                   |
| 2014 | Axel Hirsoux                   | Mother                          | Anya                                 | Nem jutott be a döntőbe | Nem jutott be a döntőbe | 14.                  | 28                   |
| 2015 | Loïc Nottet                    | Rhythm Inside                   | Belső ritmus                         | 4.                      | 217                     | 2.                   | 149                  |
| 2016 | Laura Tesoro                   | What’s the Pressure             | Mi nyomaszt?                         | 10.                     | 181                     | 3.                   | 274                  |
| 2017 | Blanche                        | City Lights                     | Városi fények                        | 4.                      | 363                     | 4.                   | 165                  |
| 2018 | Sennek                         | A Matter of Time                | Idő kérdése                          | Nem jutott be a döntőbe | Nem jutott be a döntőbe | 12.                  | 91                   |
| 2019 | Eliot                          | Wake Up                         | Ébredj fel!                          | Nem jutott be a döntőbe | Nem jutott be a döntőbe | 13.                  | 70                   |
| 2020 | Hooverphonic                   | Release Me                      | Engedj el!                           | Elmaradt a verseny      | Elmaradt a verseny      | Elmaradt a verseny   | Elmaradt a verseny   |
| 2021 | Hooverphonic                   | The Wrong Place                 | A rossz hely                         | 19.                     | 74                      | 9.                   | 117                  |
| 2022 | Jérémie Makiese                | Miss You                        | Hiányzol                             | 19.                     | 64                      | 8.                   | 151                  |
| 2023 | Gustaph                        | Because of You                  | Miattad                              | 7.                      | 182                     | 8.                   | 90                   |
| 2024 | Mustii                         | Before the Party’s Over         | Mielőtt véget ér a parti             | Nem jutott be a döntőbe | Nem jutott be a döntőbe | 13.                  | 18                   |
| 2025 | Red Sebastian                  | Strobe Lights                   | Villogó fények                       | Nem jutott be a döntőbe | Nem jutott be a döntőbe | 14.                  | 23                   |
| 2026 |                                |                                 |                                      |                         |                         |                      |                      |

## Szavazástörténet

### 1956–2024
| Hely | Ország        | Pont |
| ---- | ------------- | ---- |
| 1.   | Hollandia     | 94   |
| 2.   | Örményország  | 86   |
| 3.   | Svédország    | 79   |
| 4.   | Ausztrália    | 72   |
| 5.   | Lengyelország | 66   |
| 6.   | Görögország   | 66   |
| 7.   | Izrael        | 63   |
| 8.   | Portugália    | 61   |
| 9.   | Ukrajna       | 54   |
| 10.  | Oroszország   | 52   |

| Hely | Ország        | Pont |
| ---- | ------------- | ---- |
| 1.   | Hollandia     | 78   |
| 2.   | Szlovénia     | 64   |
| 3.   | Észtország    | 63   |
| 4.   | Portugália    | 56   |
| 5.   | Spanyolország | 56   |
| 6.   | Litvánia      | 54   |
| 7.   | Lengyelország | 53   |
| 8.   | Ausztrália    | 51   |
| 9.   | Dánia         | 50   |
| 10.  | Franciaország | 49   |

Belgium még sosem adott pontot az elődöntőben a következő országoknak: Észak-Andorra, Észak-Macedónia, Monaco és Montenegró
Belgium még sosem kapott pontot az elődöntőben a következő országoktól: Törökország
| Hely | Ország             | Pont |
| ---- | ------------------ | ---- |
| 1.   | Franciaország      | 223  |
| 2.   | Svédország         | 212  |
| 3.   | Egyesült Királyság | 205  |
| 4.   | Hollandia          | 196  |
| 5.   | Németország        | 177  |
| 6.   | Olaszország        | 175  |
| 7.   | Írország           | 170  |
| 8.   | Spanyolország      | 169  |
| 9.   | Svájc              | 161  |
| 10.  | Norvégia           | 157  |

| Hely | Ország             | Pont |
| ---- | ------------------ | ---- |
| 1.   | Hollandia          | 203  |
| 2.   | Franciaország      | 149  |
| 3.   | Írország           | 140  |
| 4.   | Portugália         | 134  |
| 5.   | Egyesült Királyság | 133  |
| 6.   | Spanyolország      | 123  |
| 7.   | Németország        | 115  |
| 8.   | Finnország         | 105  |
| 9.   | Norvégia           | 97   |
| 10.  | Svédország         | 93   |

Belgium még sosem adott pontot a döntőben a következő országoknak: Észak-Macedónia, Fehéroroszország, Marokkó, Montenegró, San Marino és Szlovákia
Belgium még sosem kapott pontot a döntőben a következő országoktól: Marokkó

## Rendezések
| Év   | Város             | Helyszín             | Műsorvezető(k) |
| ---- | ----------------- | -------------------- | -------------- |
| 1987 | Belgium, Brüsszel | Palais du Centenaire | Viktor Lazlo   |

## Háttér
| Év   | Rendező           | Flamand kommentátor                     | Francia kommentátor                      | Pontbejelentő                |
| ---- | ----------------- | --------------------------------------- | ---------------------------------------- | ---------------------------- |
| 1956 | Lugano            | Nand Baert                              | Janine Lambotte                          | Bert Leysen                  |
| 1957 | Frankfurt am Main | Nic Bal                                 | Janine Lambotte                          | Bert Leysen                  |
| 1958 | Hilversum         | Nic Bal                                 | Arlette Vincent                          | Paule Herreman               |
| 1959 | Cannes            | Nic Bal                                 | Paule Herreman                           | Bert Leysen                  |
| 1960 | London            | Nic Bal                                 | Georges Désir                            | Arlette Vincent              |
| 1961 | Cannes            | Nic Bal                                 | Robert Beauvais                          | Ward Bogaert                 |
| 1962 | Luxembourg        | Willem Duys                             | Nicole Védrès                            | Arlette Vincent              |
| 1963 | London            | Herman Verelst és Denise Maes           | Pierre Delhasse                          | Ward Bogaert                 |
| 1964 | Koppenhága        | Herman Verelst                          | Paule Herreman                           | André Hagon                  |
| 1965 | Nápoly            | Herman Verelst                          | Paule Herreman                           | Ward Bogaert                 |
| 1966 | Luxembourg        | Herman Verelst                          | Paule Herreman                           | André Hagon                  |
| 1967 | Bécs              | Herman Verelst                          | Janine Lambotte                          | Ward Bogaert                 |
| 1968 | London            | Herman Verelst                          | Janine Lambotte                          | André Hagon                  |
| 1969 | Madrid            | Herman Verelst                          | Paule Herreman                           | Ward Bogaert                 |
| 1970 | Amszterdam        | Jan Theys                               | Paule Herreman                           | André Hagon                  |
| 1971 | Dublin            | Herman Verelst                          | N/A                                      | Janine Lambotte              |
| 1972 | Edinburgh         | Herman Verelst                          | N/A                                      | Arlette Vincent              |
| 1973 | Luxembourg        | Herman Verelst                          | N/A                                      | Paule Herreman               |
| 1974 | Brighton          | Herman Verelst                          | Georges Désir                            | André Hagon                  |
| 1975 | Stockholm         | Willem Duys                             | Paule Herreman                           | Ward Bogaert                 |
| 1976 | Hága              | Luc Appermont                           | Georges Désir                            | André Hagon                  |
| 1977 | London            | Luc Appermont                           | Patrick Duhamel                          | An Ploegaerts                |
| 1978 | Párizs            | Luc Appermont                           | Claude Delacroix                         | André Hagon                  |
| 1979 | Jeruzsálem        | Luc Appermont                           | Paule Herreman                           | An Ploegaerts                |
| 1980 | Hága              | Luc Appermont                           | Jacques Mercier                          | Jacques Olivier              |
| 1981 | Dublin            | Luc Appermont                           | Jacques Mercier                          | Walter De Meyere             |
| 1982 | Harrogate         | Luc Appermont                           | Jacques Mercier                          | Jacques Olivier              |
| 1983 | München           | Luc Appermont                           | Jacques Mercier                          | An Ploegaerts                |
| 1984 | Luxembourg        | Luc Appermont                           | Jacques Mercier                          | Jacques Olivier              |
| 1985 | Göteborg          | Luc Appermont                           | Jacques Mercier                          | An Ploegaerts                |
| 1986 | Bergen            | Luc Appermont                           | Patrick Duhamel                          | Jacques Olivier              |
| 1987 | Brüsszel          | Luc Appermont                           | Claude Delacroix                         | An Ploegaerts                |
| 1988 | Dublin            | Luc Appermont                           | Pierre Collard-Bovy                      | Jacques Olivier              |
| 1989 | Lausanne          | Luc Appermont                           | Jacques Mercier                          | An Ploegaerts                |
| 1990 | Zágráb            | Luc Appermont                           | Claude Delacroix                         | Jacques Olivier              |
| 1991 | Róma              | André Vermeulen                         | Claude Delacroix                         | An Ploegaerts                |
| 1992 | Malmö             | André Vermeulen                         | Claude Delacroix                         | Jacques Olivier              |
| 1993 | Millstreet        | André Vermeulen                         | Claude Delacroix                         | An Ploegaerts                |
| 1994 | Dublin            | André Vermeulen                         | Jean-Pierre Hautier                      | Nem vettek részt             |
| 1995 | Dublin            | André Vermeulen                         | Jean-Pierre Hautier                      | Marie-Françoise Renson       |
| 1996 | Oslo              | Michel Follet és Johan Verstreken       | Jean-Pierre Hautier és Sandra Kim        | An Ploegaerts                |
| 1997 | Dublin            | André Vermeulen                         | Jean-Pierre Hautier                      | Nem vettek részt             |
| 1998 | Birmingham        | André Vermeulen és Andrea Croonenberghs | Jean-Pierre Hautier                      | Marie-Hélène Vanderborght    |
| 1999 | Jeruzsálem        | André Vermeulen és Bart Peeters         | Jean-Pierre Hautier                      | Sabine De Vos                |
| 2000 | Stockholm         | André Vermeulen és Anja Daems           | Jean-Pierre Hautier                      | Thomas Van Hamme             |
| 2001 | Koppenhága        | André Vermeulen és Anja Daems           | Jean-Pierre Hautier                      | Nem vettek részt             |
| 2002 | Tallinn           | André Vermeulen és Bart Peeters         | Jean-Pierre Hautier                      | Geena Lisa                   |
| 2003 | Riga              | André Vermeulen és Anja Daems           | Jean-Pierre Hautier                      | Corinne Boulangier           |
| 2004 | Isztambul         | André Vermeulen és Bart Peeters         | Jean-Pierre Hautier                      | Martine Prenen               |
| 2005 | Kijev             | André Vermeulen és Anja Daems           | Jean-Pierre Hautier                      | Armelle Gysen                |
| 2006 | Athén             | André Vermeulen és Bart Peeters         | Jean-Pierre Hautier                      | Yasmine                      |
| 2007 | Helsinki          | André Vermeulen és Anja Daems           | Jean-Pierre Hautier és Jean-Louis Lahaye | Maureen Louys                |
| 2008 | Belgrád           | André Vermeulen és Bart Peeters         | Jean-Pierre Hautier és Jean-Louis Lahaye | Sandrine Van Handenhoven     |
| 2009 | Moszkva           | André Vermeulen és Anja Daems           | Jean-Pierre Hautier és Jean-Louis Lahaye | Maureen Louys                |
| 2010 | Oslo              | André Vermeulen és Bart Peeters         | Jean-Pierre Hautier és Jean-Louis Lahaye | Katja Retsin                 |
| 2011 | Düsseldorf        | André Vermeulen és Sven Pichal          | Jean-Pierre Hautier és Jean-Louis Lahaye | Maureen Louys                |
| 2012 | Baku              | André Vermeulen és Peter Van de Veire   | Jean-Pierre Hautier és Jean-Louis Lahaye | Peter Van de Veire           |
| 2013 | Malmö             | André Vermeulen és Tom De Cock          | Jean-Louis Lahaye és Maureen Louys       | Barbara Louys                |
| 2014 | Koppenhága        | Peter Van de Veire és Eva Daeleman      | Jean-Louis Lahaye és Maureen Louys       | Angelique Vlieghe            |
| 2015 | Bécs              | Peter Van de Veire és Eva Daeleman      | Jean-Louis Lahaye és Maureen Louys       | Walid                        |
| 2016 | Stockholm         | Peter Van de Veire                      | Jean-Louis Lahaye és Maureen Louys       | Umesh Vangaver               |
| 2017 | Kijev             | Peter Van de Veire                      | Jean-Louis Lahaye és Maureen Louys       | Fanny Gillard                |
| 2018 | Lisszabon         | Peter Van de Veire                      | Jean-Louis Lahaye és Maureen Louys       | Danira Boukhriss Terkessidis |
| 2019 | Tel-Aviv          | Peter Van de Veire                      | Jean-Louis Lahaye és Maureen Louys       | David Jeanmotte              |
| 2021 | Rotterdam         | Peter Van de Veire                      | Jean-Louis Lahaye és Fanny Jandrain      | Danira Boukhriss Terkessidis |
| 2022 | Torino            | Peter Van de Veire                      | Jean-Louis Lahaye és Maureen Louys       | David Jeanmotte              |
| 2023 | Liverpool         | Peter Van de Veire                      | Jean-Louis Lahaye és Maureen Louys       | Bart Cannaerts               |
| 2024 | Malmö             | Peter Van de Veire                      | Jean-Louis Lahaye és Maureen Louys       | Livia Dushkoff               |
| 2025 | Bázel             | Peter Van de Veire                      | Jean-Louis Lahaye és Maureen Louys       | Manu Van Acker               |
| 2026 | Bécs              |                                         |                                          |                              |

## Díjak

### Barbara Dex-díj
| Év   | Előadó         | Dal            | Eredmény az Eurovízión | Eredmény az Eurovízión | Helyszín              |
| Év   | Előadó         | Dal            | Helyezés               | Pontszám               | Helyszín              |
| ---- | -------------- | -------------- | ---------------------- | ---------------------- | --------------------- |
| 2000 | Nathalie Sorce | Envie de vivre | 24.                    | 2                      | Svédország, Stockholm |

### ESC Radio Awards
| Kategória            | Év   | Előadó      | Dal           | Eredmény az Eurovízión | Eredmény az Eurovízión | Helyszín       |
| Kategória            | Év   | Előadó      | Dal           | Helyezés               | Pontszám               | Helyszín       |
| -------------------- | ---- | ----------- | ------------- | ---------------------- | ---------------------- | -------------- |
| Legjobb férfi előadó | 2015 | Loïc Nottet | Rhythm Inside | 4.                     | 217                    | Ausztria, Bécs |

## Gallery

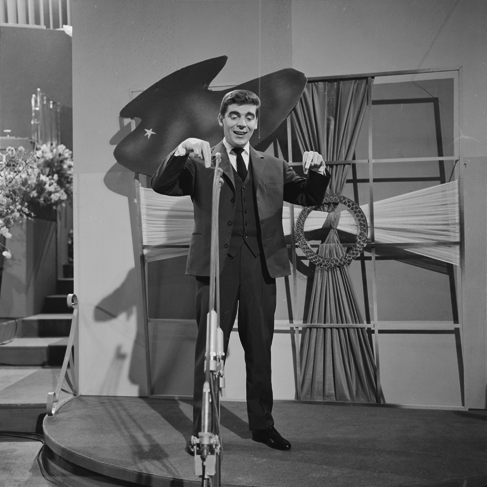
Fud Leclerc Hilversumban (1958)
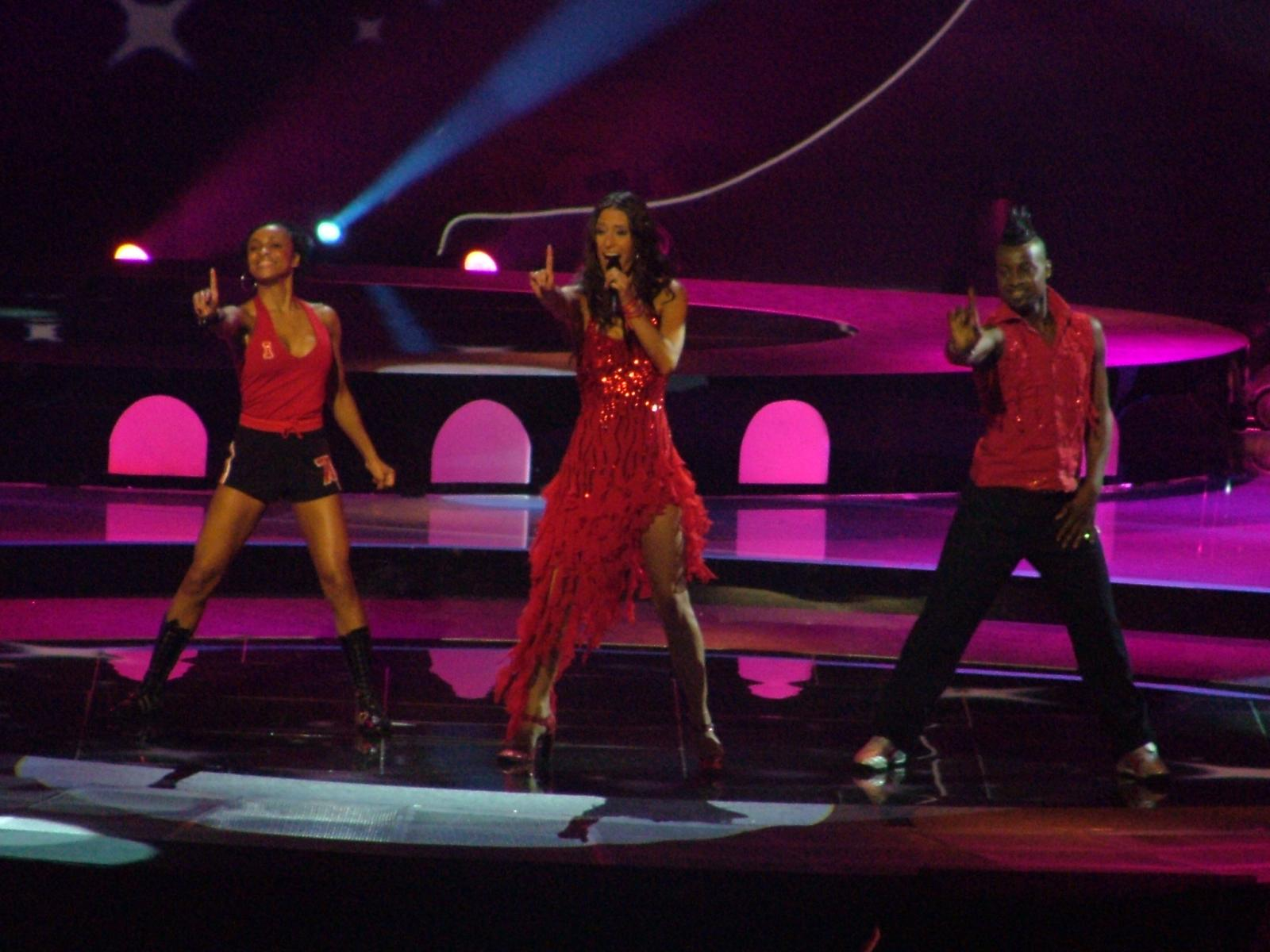
Xandee Istambulban (2004)
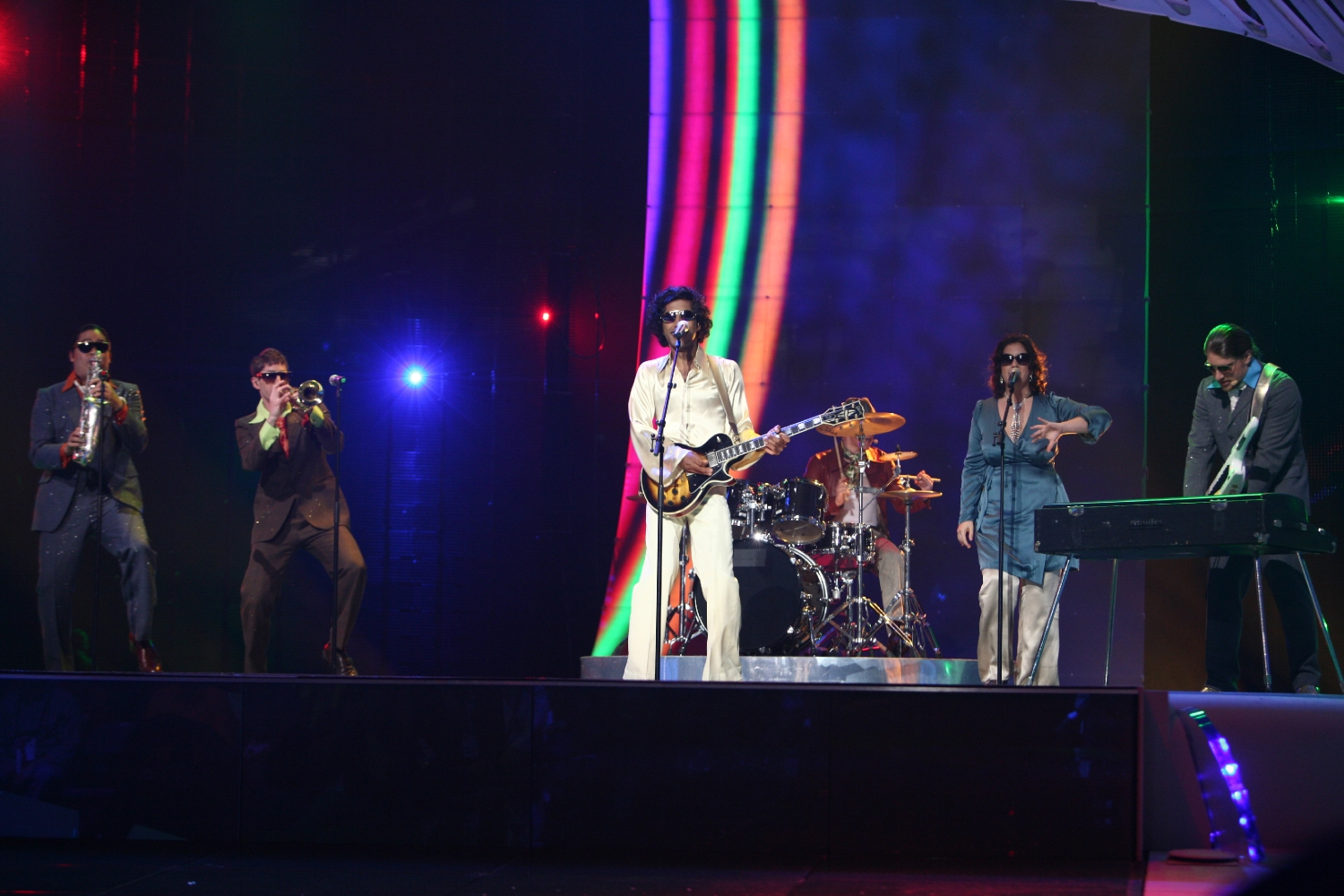
A The KMG’s Helsinkiben (2007)
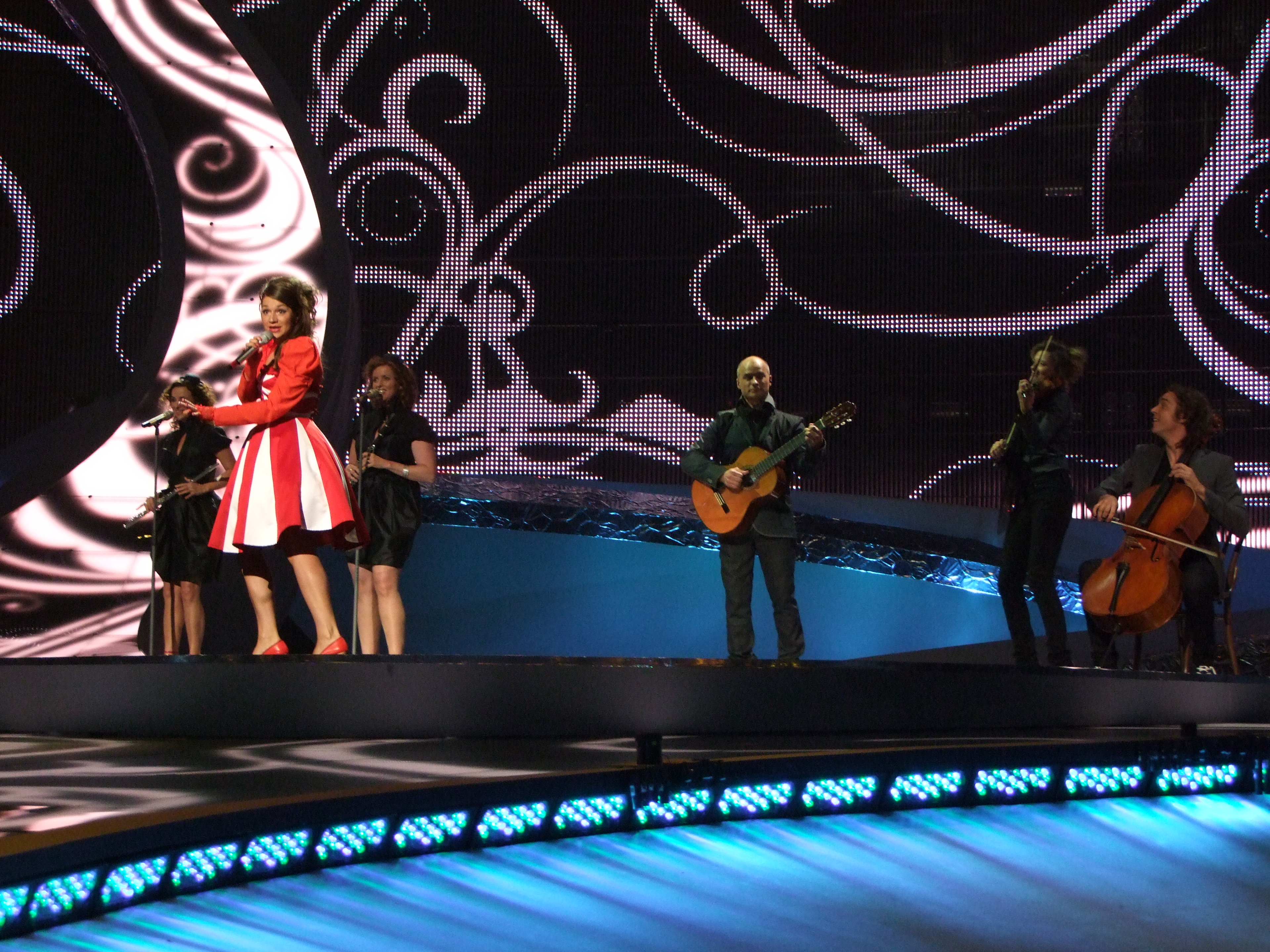
Az Ishtar Belgrádban (2008)
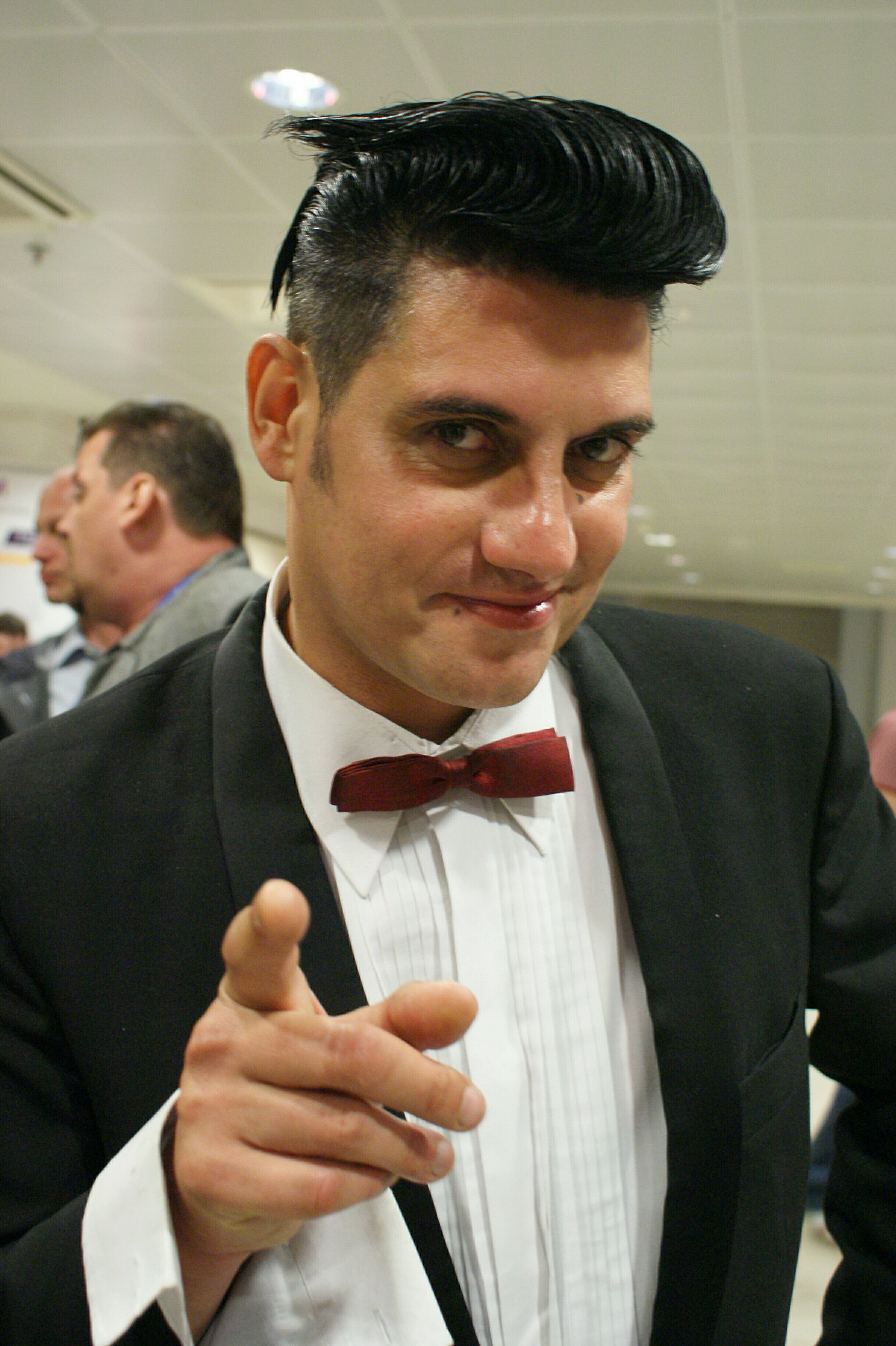
Copycat Moszkvában (2009)
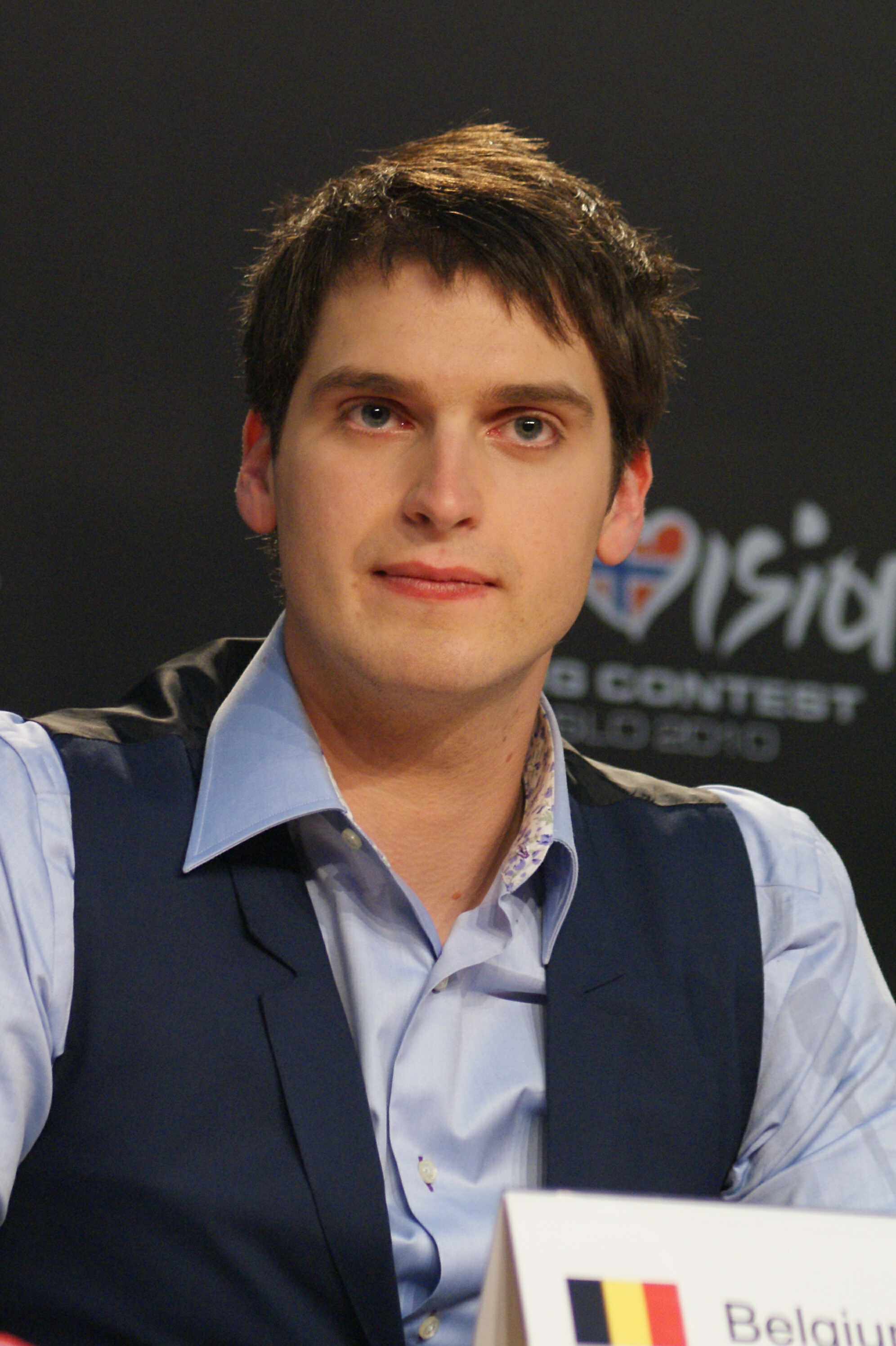
Tom Dice Oslóban (2010)
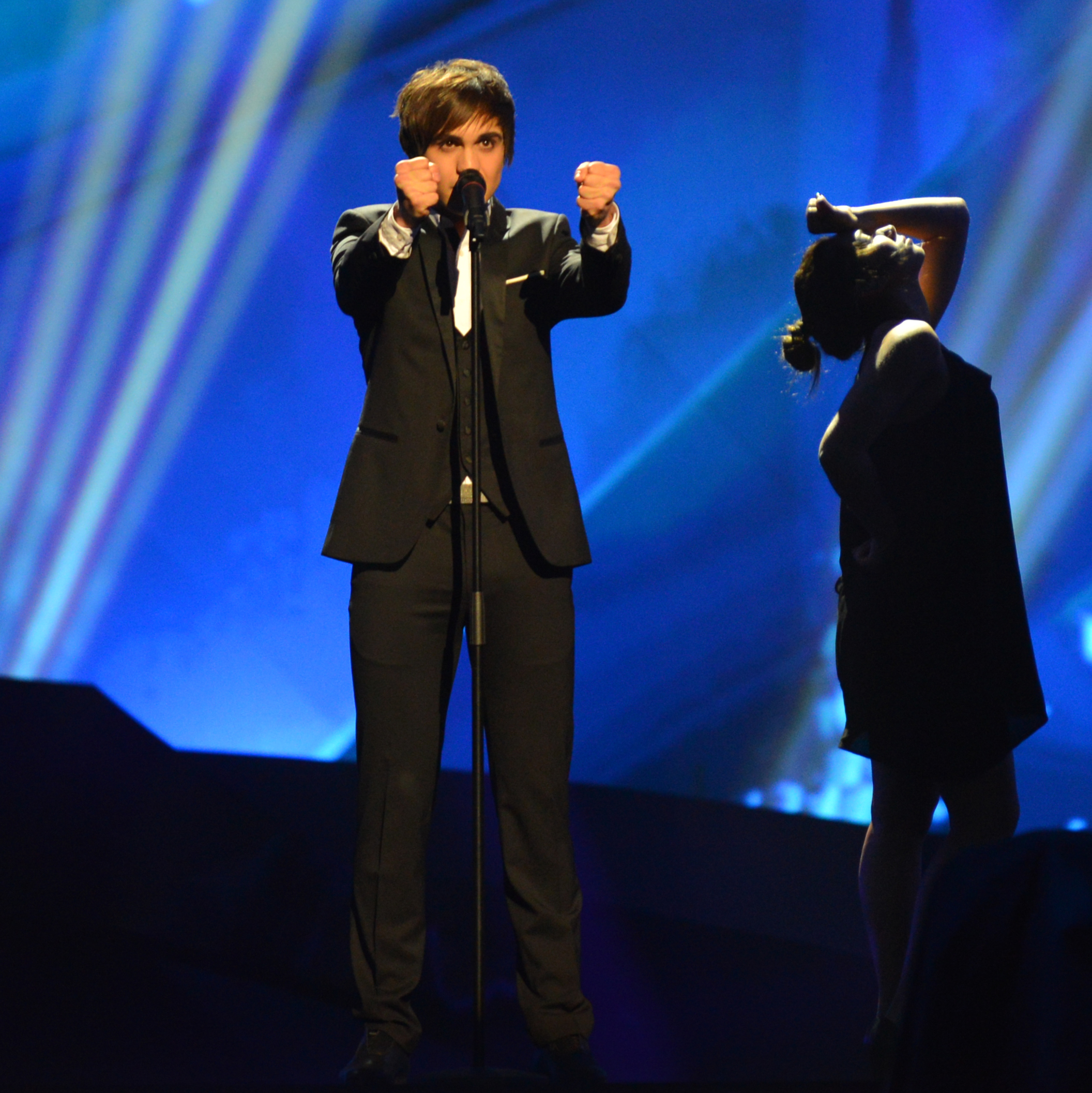
Roberto Bellarosa Malmöben (2013)
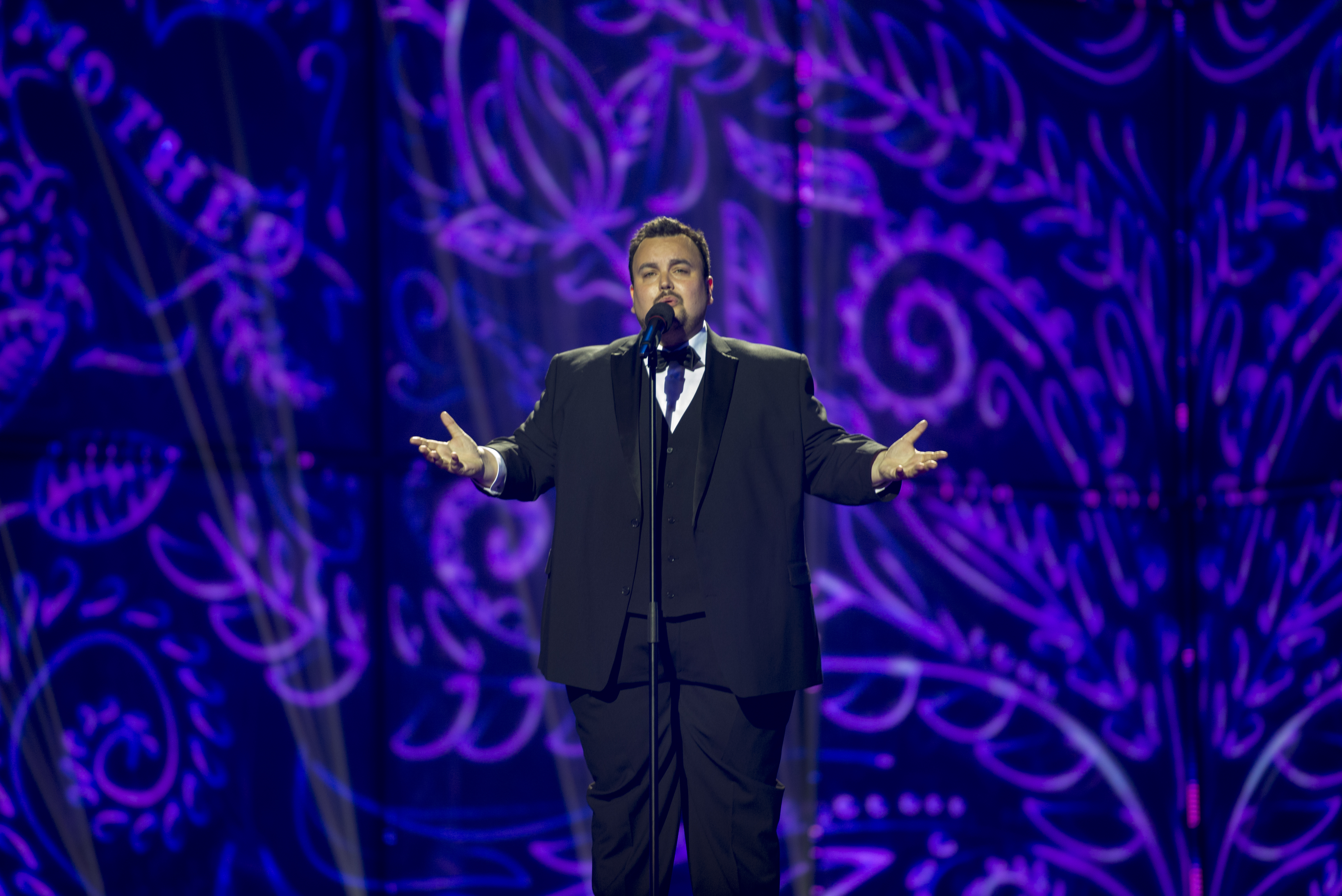
Axel Hirsoux Koppenhágában (2014)
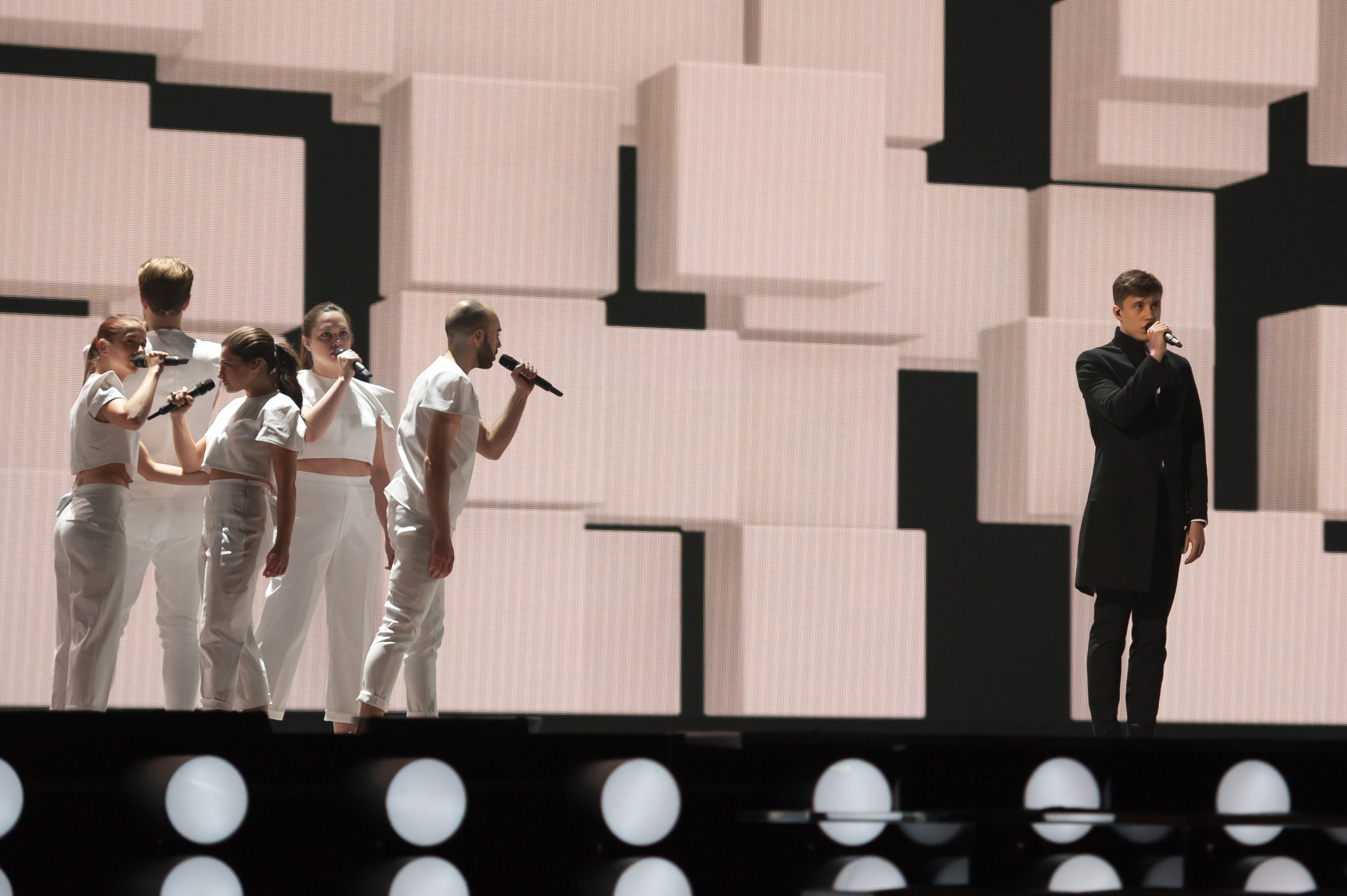
Loïc Nottet Bécsben (2015)
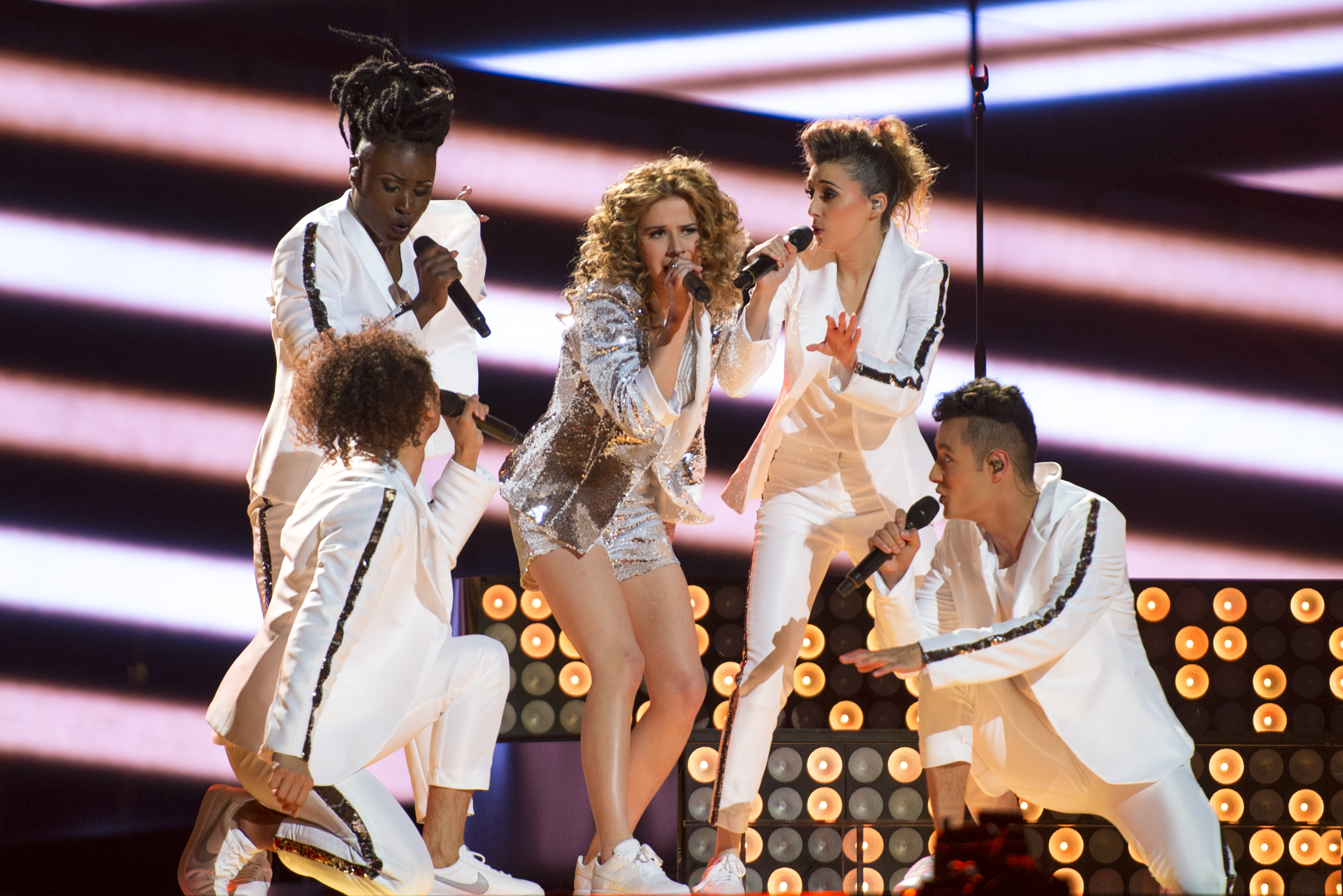
Laura Tesoro Stockholmban (2016)
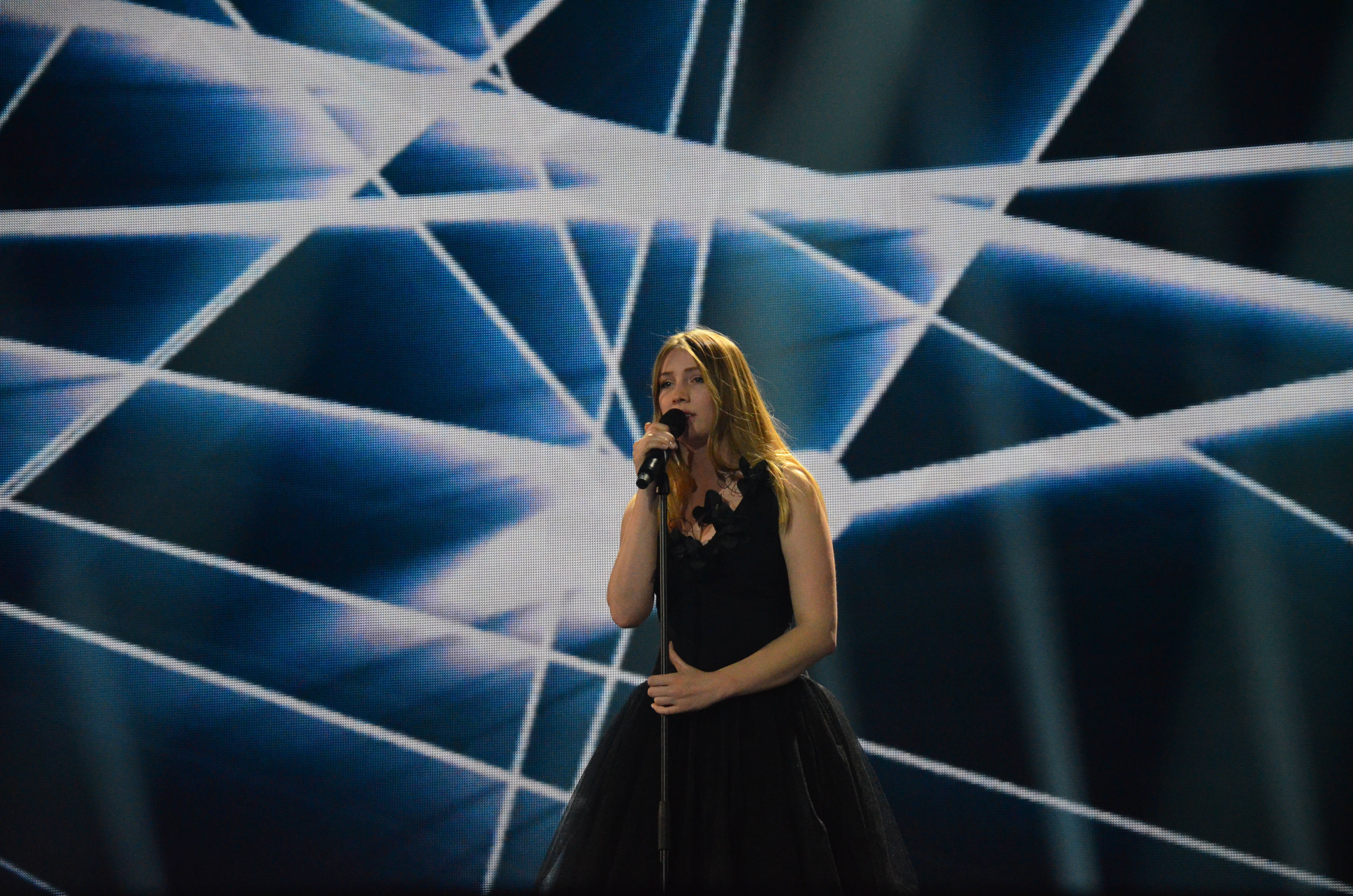
Blanche Kijevben (2017)
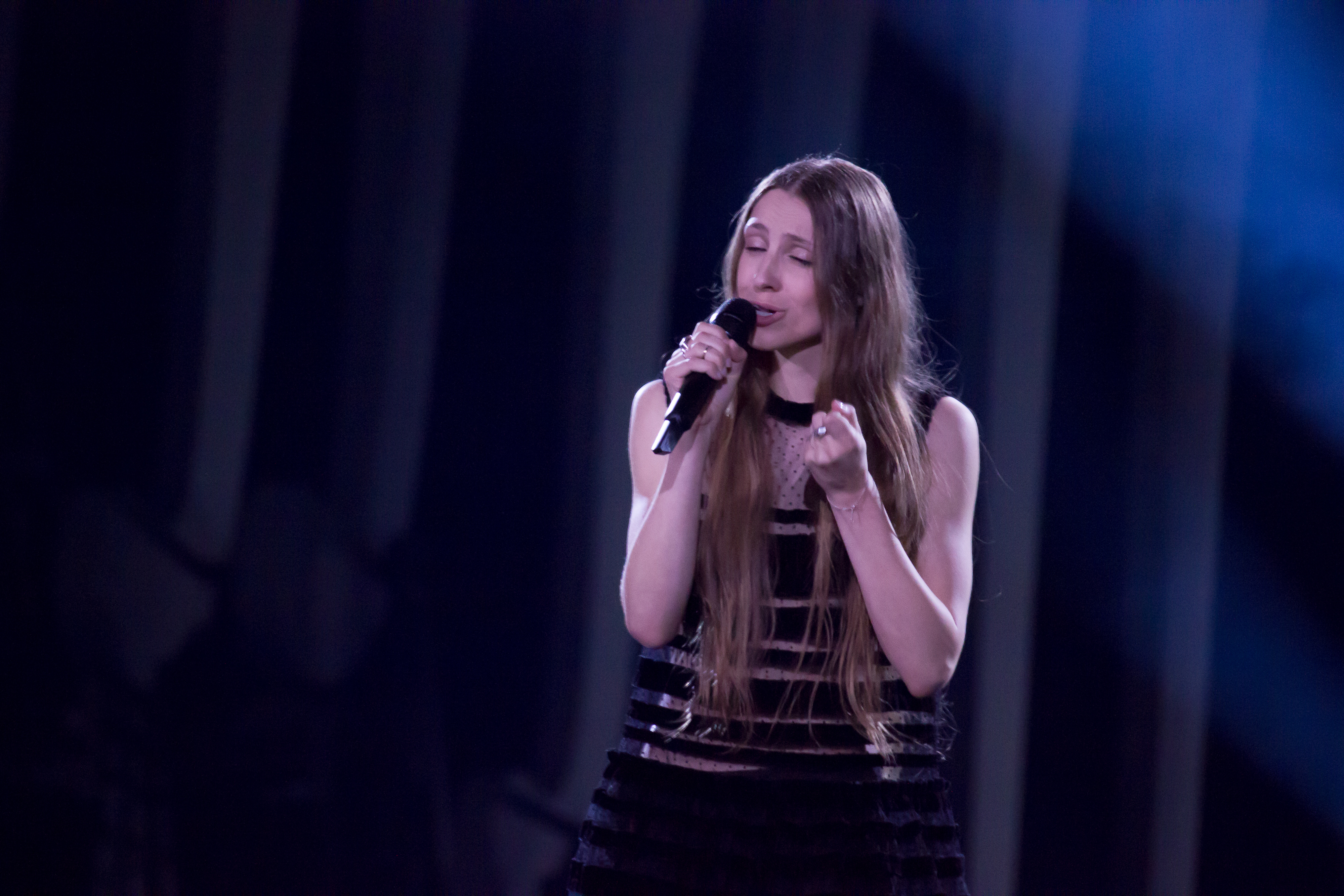
Sennek Lisszabonban (2018)
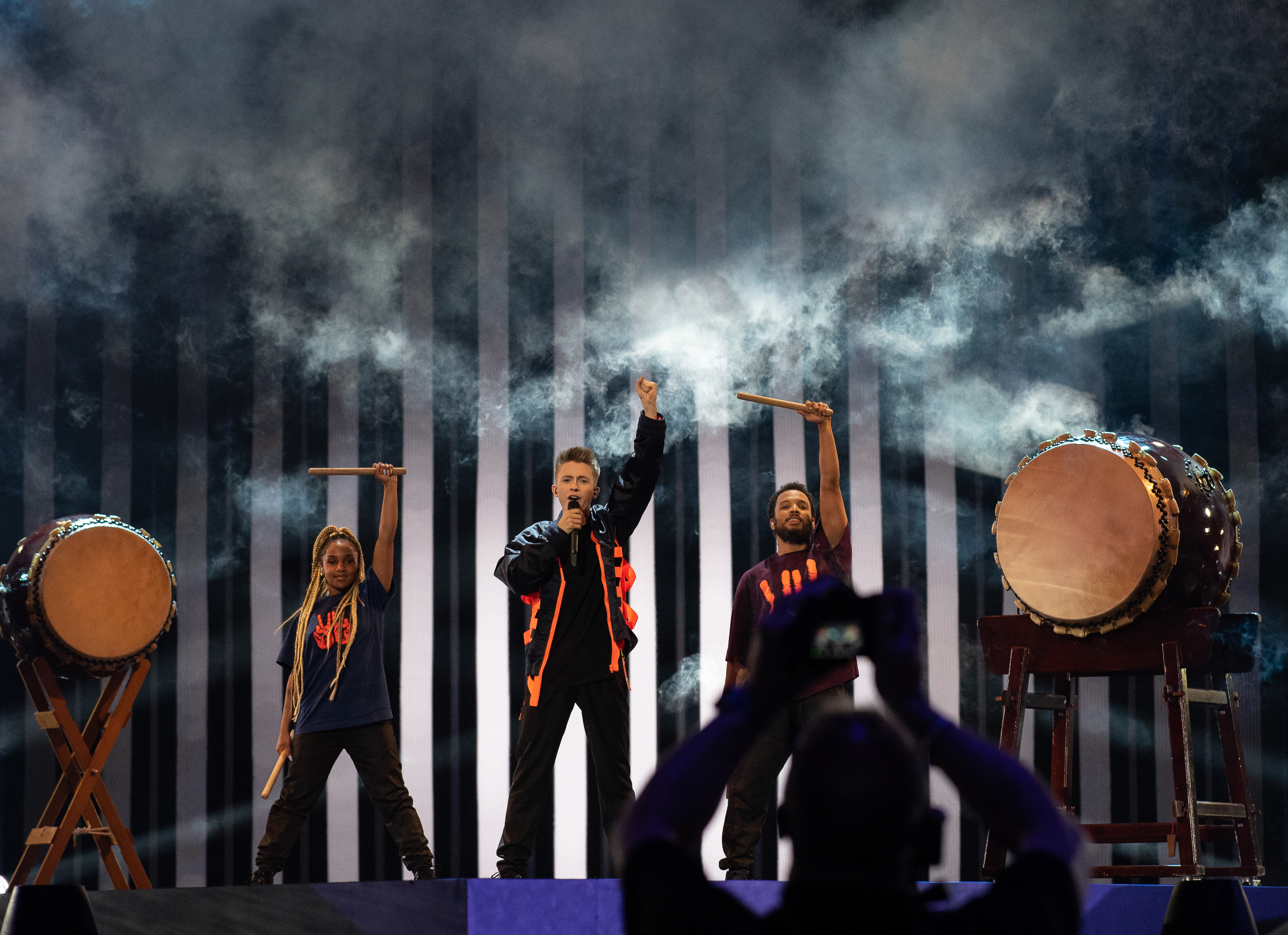
Eliot Tel-Avivban (2019)
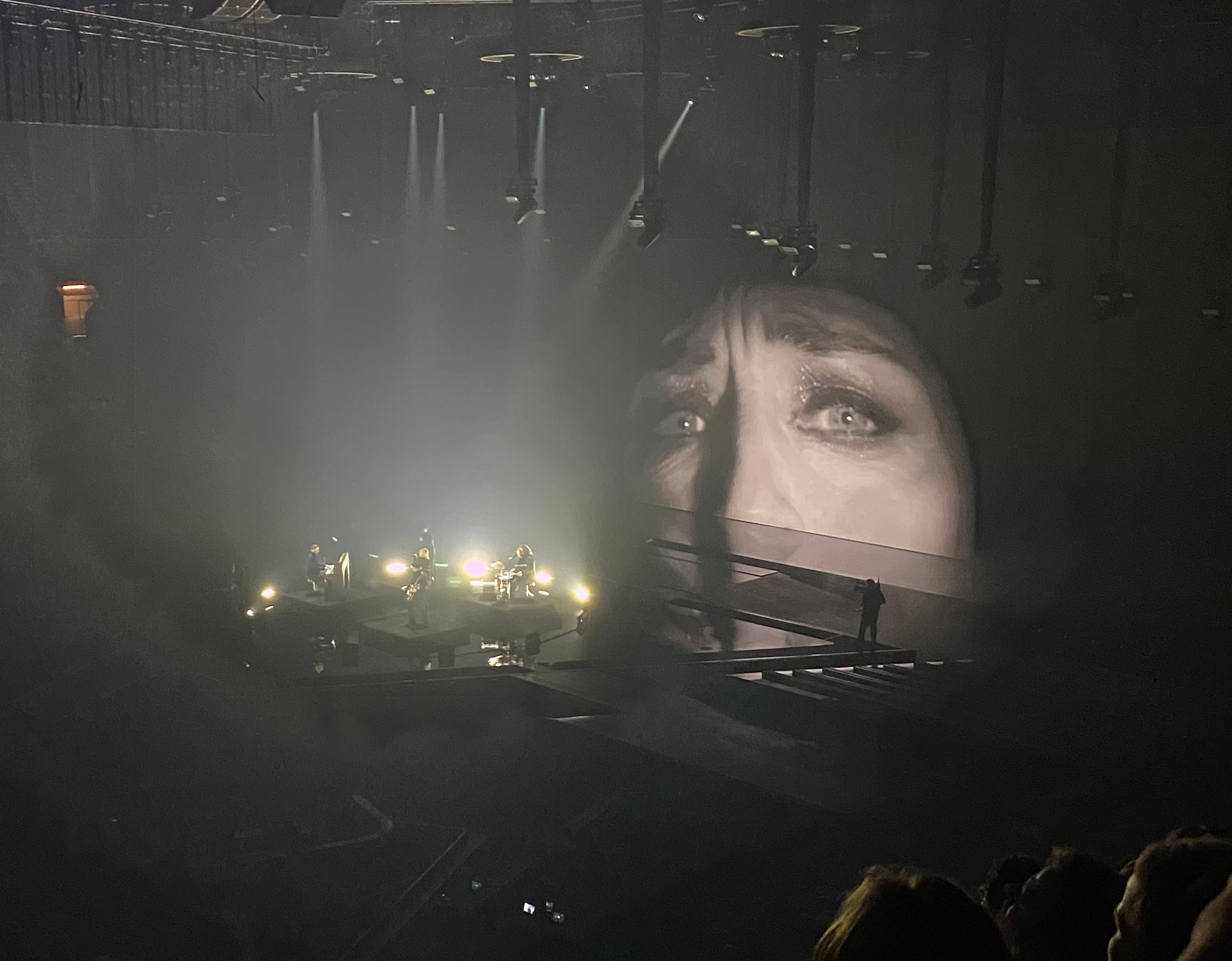
A Hooverphonic Rotterdamban (2021)
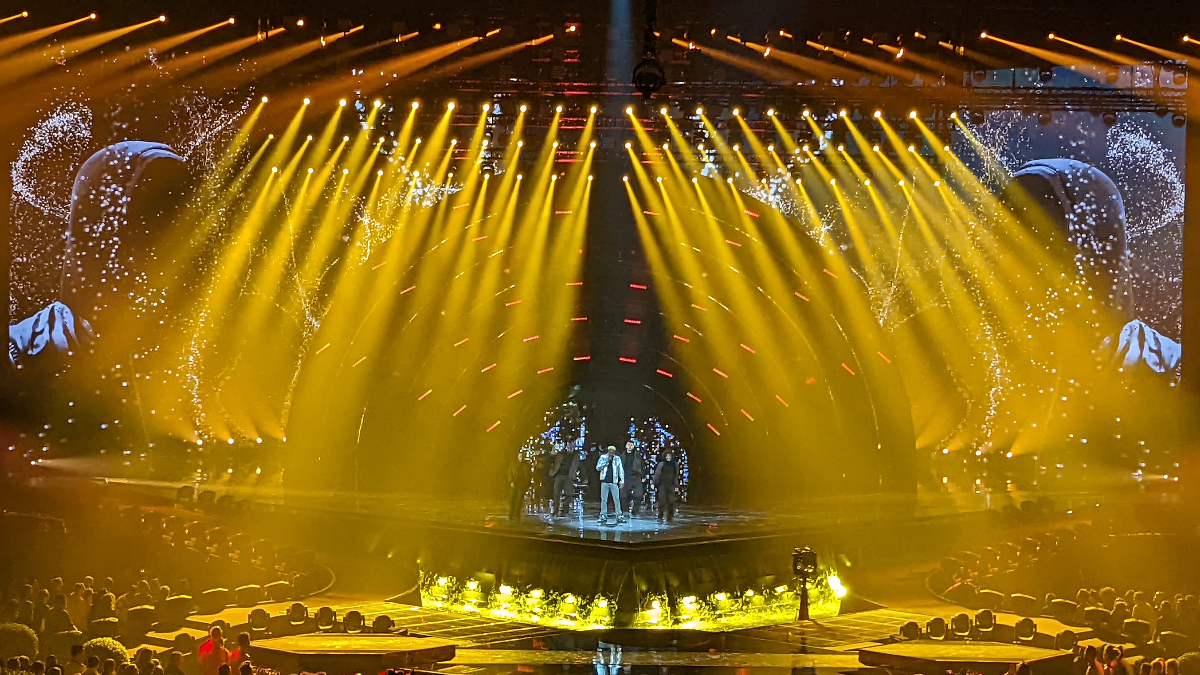
Jérémie Makiese Torinóban (2022)
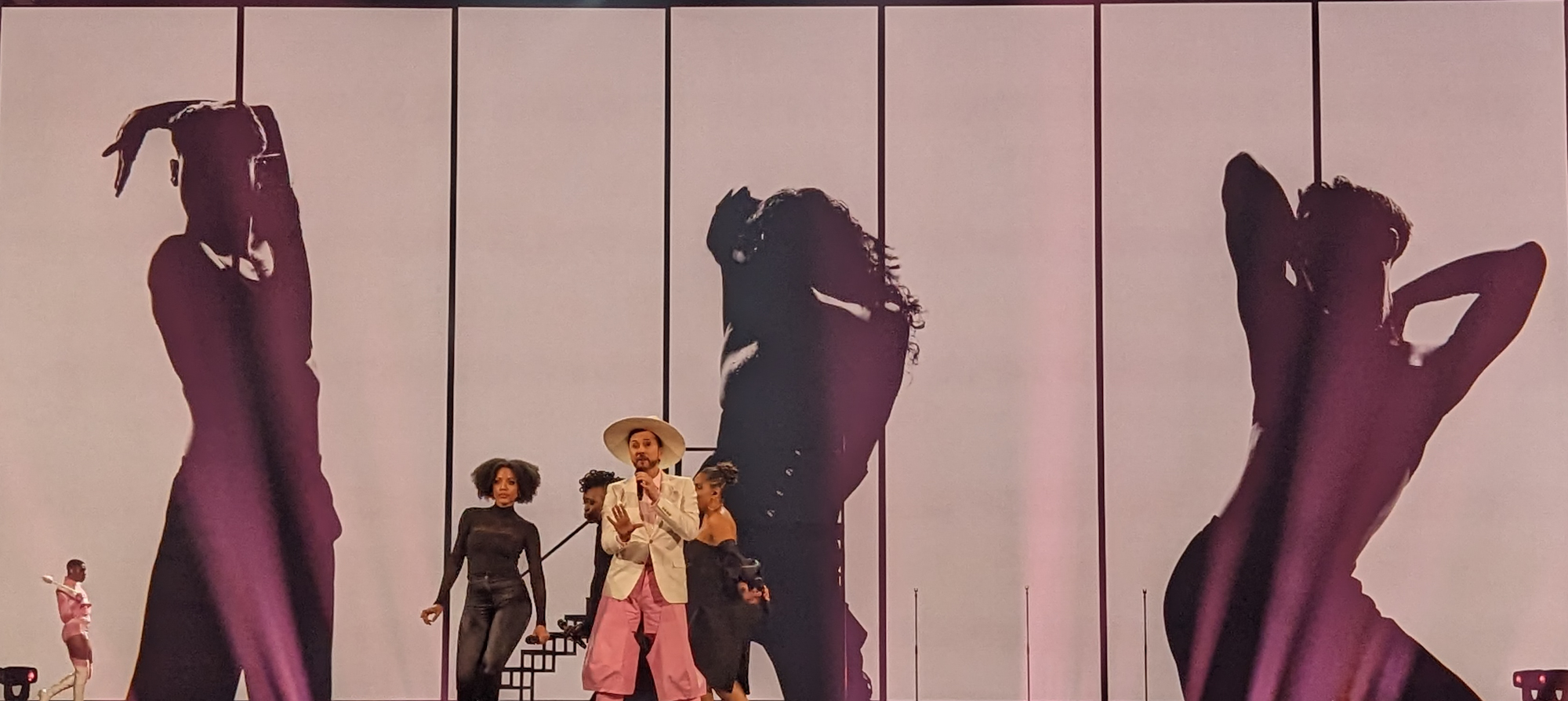
Gustaph Liverpoolban (2023)
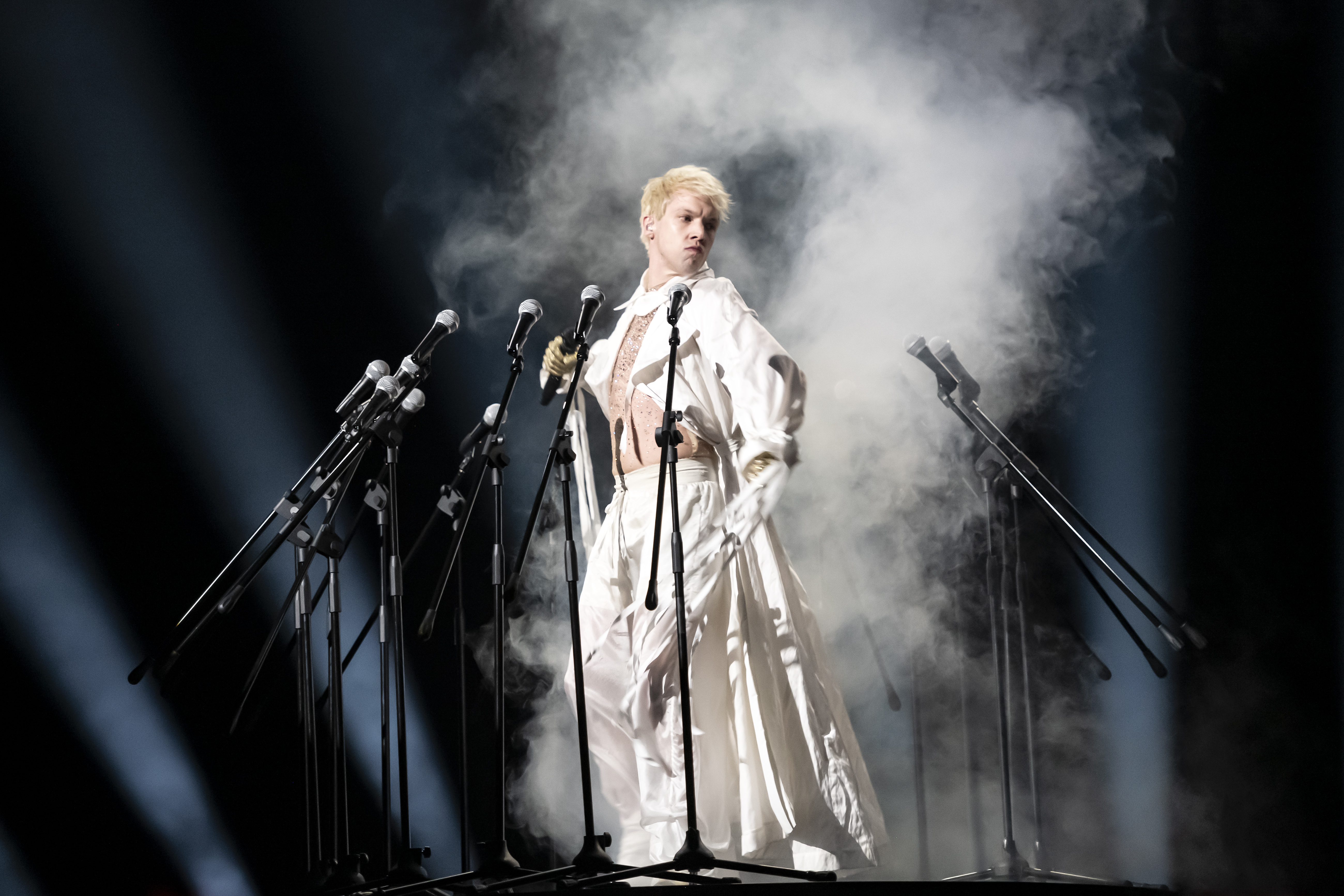
Mustii Malmőben (2024)
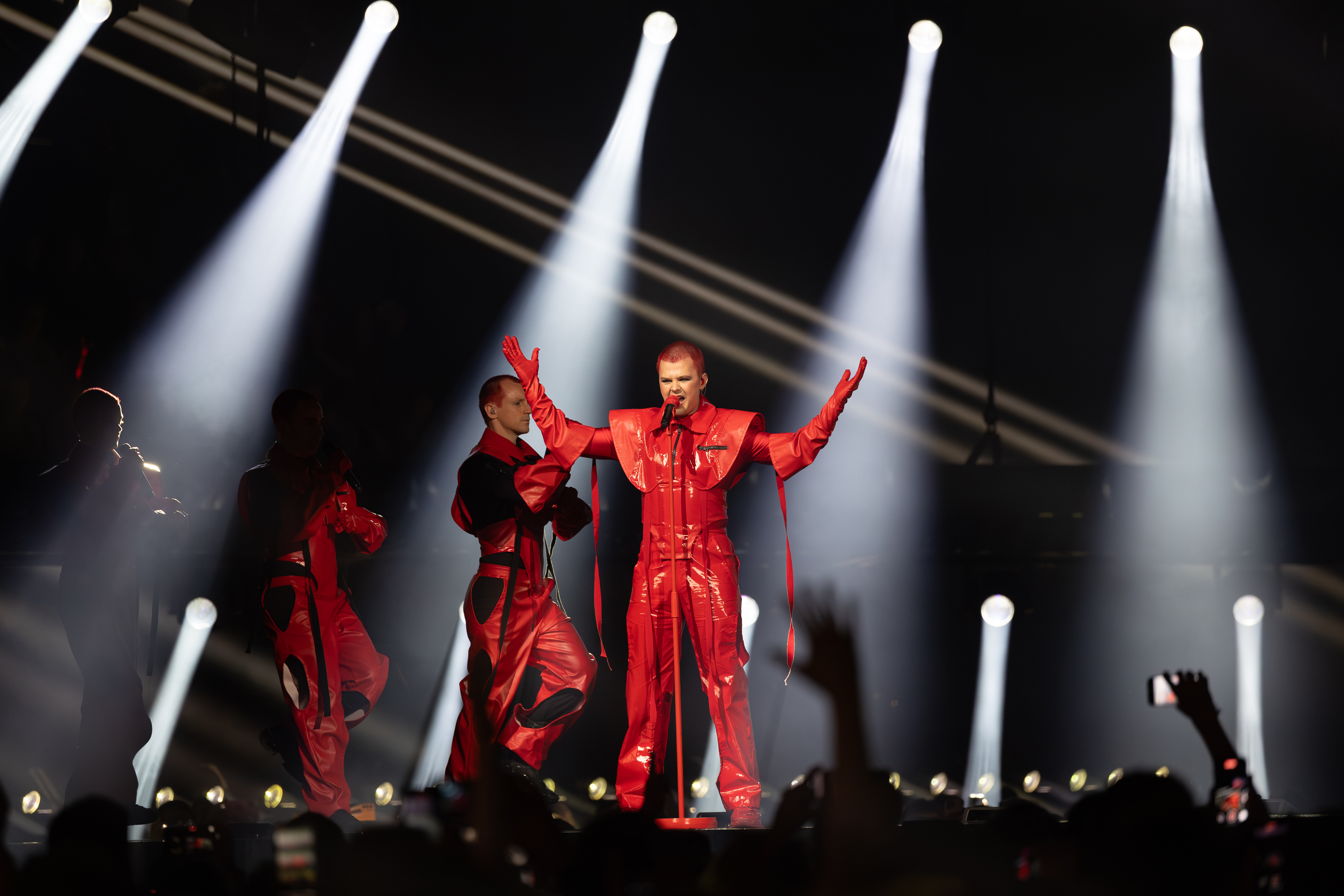
Red Sebastian Bázelben (2025)

## Lásd még
- Belgium a Junior Eurovíziós Dalfesztiválokon